# 伊斯考圣捷尔吉
伊斯考圣捷尔吉是匈牙利费耶尔州所辖的一个村。总面积26.27平方公里，总人口2014，人口密度76.7人/平方公里（2011年1月1日）。